# Cinco lagos de Fuji
Os Cinco lagos de Fuji (富士五湖, Fuji goko) dispõem-se em arco ao redor da vertente norte do monte Fuji, na província de Yamanashi no Japão, e são os seguintes:
- Lago Kawaguchi (Fujikawaguchiko, Yamanashi)
- Lake Motosu (Kamikuishiki, Yamanashi)
- Lago Sai (Saiko, Yamanashi)
- Lago Shoji (Kamikuishiki, Yamanashi)
- Lago Yamanaka (Yamanakako, Yamanashi)

De todos os lagos se têm belas vistas da montanha, especialmente quando a neve cobre parcialmente o pico. Estes lagos situam-se em zonas não urbanas, e estão disponíveis actividades como o campismo, pesca e os inevitáveis passeios de barco.